# Euphorbia analalavensis
Euphorbia analalavensis là một loài thực vật thuộc họ Euphorbiaceae. Đây là loài đặc hữu của Madagascar. Môi trường sống tự nhiên của chúng là rừng khô nhiệt đới hoặc cận nhiệt đới and vùng nhiều đá. Chúng hiện đang bị đe dọa vì mất môi trường sống.